# Верхньонільдіна
Верхньоні́льдіна (рос. Верхненильдина) — присілок у складі Березовського району Ханти-Мансійського автономного округу Тюменської області, Росія. Входить до складу Саранпаульського сільського поселення.
Населення — 2 особи (2010, 9 у 2002).
Національний склад станом на 2002 рік: мансі — 78 %.